# إيللو
إيللو (بالإنجليزية: Aello)‏، (باليونانية: Ἀελλώ، يعني «العاصفة»)‏، في الميثولوجيا اليونانية، هي واحدة من الهربيات الإغريقيات اللواتي أسند إليهنَّ الآلهة مهمة توفير السلم وتنفيذ العقوبة على الجرائم. ووصفت إيللو بالجمال الأخاذ وبأنَّها عذراء مجنحة. وفيما بعد وصفها الكتاب بالوحش المُجنح، وصوروها بوجه امرأةٍ قبيحة ولها أنياب حادة ومعقوفة ومخالب جارحة.
وقيل أنَّها تأخذ الناس إلى العالم الآخر (تارتروس) وتعذبهم هناك. ووصفت بأنها أسرع الهربيات، حيث أنها تنقض كالعاصفة. كما وصفت بأنها عجوز مخيفة بجسم طائر. وقد تعرض بحارة الأرغو لخطر هذه المخلوقات البشعة.